# برادشاو ۸۲۲۳
سیارک ۸۲۲۳ (به انگلیسی: 8223 Bradshaw، نامگذاری:1996PD) هشت هزار و دویست و بیست و سومین سیارک کشف شده‌است که در ۶ اوت ۱۹۹۶ کشف شد.
قدر مطلق سیارک برابر ۱۳٫۷۰ است.